# Habenaria sceptrophora
Habenaria sceptrophora är en orkidéart som beskrevs av Leslie Andrew Garay. Habenaria sceptrophora ingår i släktet Habenaria och familjen orkidéer.
Artens utbredningsområde är Ecuador. Inga underarter finns listade i Catalogue of Life.